# Ludwig Hartmann

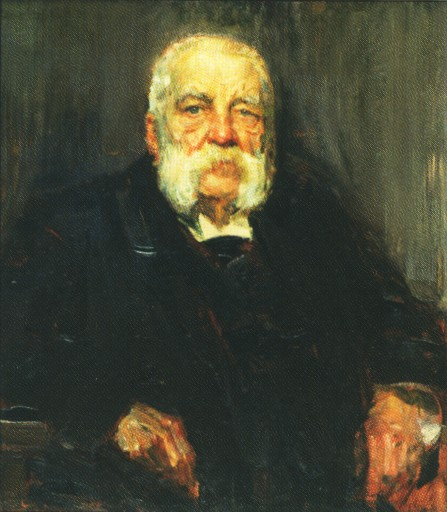
Ludwig Hartmann.

Friedrich Wilhelm Ludwig Hartmann, född 3 augusti 1836 i Neuss, död 14 februari 1910 i Dresden, var en tysk musikkritiker. 
Hartmann studerade under Ignaz Moscheles, Moritz Hauptmann och Franz Liszt, uppträdde även som pianist och tonsättare, men ägnade sig sedan uteslutande åt musikaliskt skriftställeri i "Dresdner Zeitung", "Tonhalle" och "Musikalisches Wochenblatt". Han ansågs vara den kanske mest objektive och sansade av alla wagneristiska recensenter, då hans utlåtanden oftast kunde underskrivas även av icke-wagnerister. Särskilt gäller detta hans festskrift Richard Wagners Tannhäuser (1895), i vilken han, med anledning av det påstådda oförståendet från publikens sida gentemot mästarens verk, uppvisar, att "icke Wagners musik, utan dennes eget personliga, teoretiskt polemiska ingripande förorsakat alla missförstånd".